# Култура Украјине
Украјинска култура представља културу и обичаје Украјине и Украјинаца. Ова земља има заједничку културу и историју са суседним народима још од 9. века. Слични обичаји и ритуали могу се видети код Украјинаца, Руса, Пољака, Белоруса, Козака и Турака из средње Азије. Велики број обичаја у Украјини под утицајем је православне цркве и традиције из словенске митологије. Совјетски Савез ујединио је културе многих неповезаних народа заједничким језиком.

## Обичаји

### Празници и славља
Друштвена окупљања, као што су вечерници, имају дугу историју у украјинској култури, као и традиционални празници попут Ивањдана, Масленице, Коледе и Маланке, где се људи окупљају у великим групама. Разом нас багато, нас не подолати популарна је културна и политичка изјава и традиционалних и модерних Украјинаца, а преводи се као Заједно смо много, не можемо бити поражени.

#### Венчања
Традиционалне украјинске прославе венчања имају многе ритуале који укључују музику, игру, пиће, храну и гомиле људи. Венчање се састоји од три одвојена дела од којих сваки може трајати данима или чак недељама. Прво иде веридба, па церемонија и на крају велико славље. Током веридбе младожења иде код невестиних родитеља да би се нагодио за цену за младу и да тражи благослов од родитеља. Постоје многе приче у украјинском фолклору о томе како је младожења украо младу да не би платио откуп. У том случају, млада је често и сама добровољно побегла од родитеља, мада се може десити да млада одбије понуду за брак, када је уобичајено за родитеље да срећу младожењу на вратима са бундевом како би пренео поруку. Након што постигну договор, званично венчање се одвија у цркви, често у групној церемонији са другим паровима. Прослава која следи одвија се кући и у истој учествује читава заједница.

## Образовање
У Украјини је готово 100% становништва писмено. Једанаестогодишње школовање је обавезно и оно почиње узрастом од шест година. Према изјави бившег председника Врховне Раде Владимира Литвина, износ буџета који се издваја за области образовања износио је негде око 6% БДП-а Украјине у новембру 2009. године.
Украјински образовни систем је организован у пет нивоа: предшколско, основно, средње, више и постдипломско образовање. Према изјави министарства образовања и науке августа 2010. године, око 56% деце узраста од једне до шест година је те године имало прилику да похађа предшколско образовање. Школе добијају око 50% својих средстава из градског, док остатак потиче из националног буџета.
Занимљив је систем оцењивања у Украјини. Наиме, за разлику од Србије, у Украјини не постоји оцена 1. Најнижа оцена коју ученик може да добије је 2, која има значење недовољан. Све остале оцене (3, 4, 5) су пролазне и имају редом значење довољан, добар, одличан.

## Религија
Религија се практикује широм земље. Православље, католицизам и источни католицизам су три најчешће практиковане религије. Украјинска православна црква највећа је у земљи. Верници украјинске грчке римокатоличке цркве, друге по величини у земљи, практикују византијске обреде, али су уједињени са римокатоличком црквом.